# 幸運の大家様
『幸運の大家様』（こううんのおおやさま、原題：Luck be a Landlord）は、アメリカのインディーゲームスタジオTrampolineTalesが開発し2023年1月6日（日本時間では1月7日）に発売されたゲームソフト。
プレイヤーはとあるアパートの住人となり、アパートの大家が請求してくる高額な家賃を支払うためにスロットマシンでコインを稼ぐことになる。スロットを回すたびにランダムで手に入るシンボル（絵柄）をプレイヤーが自らリールに追加していくというデッキ構築のようなシステムが特徴となっている。

## システム
ゲーム画面上のスロットマシンには5つのリールがあり、縦4×横5の20枠にシンボルが表示される。ゲーム開始時点ではこの20枠のうち5枠のみにシンボルが表示されており他の部分は空白になっているが、スロットを回した後にランダムに選ばれた3つのシンボルが提示され、この中から1つを選んでリールに追加し再びスロットを回す。この流れを繰り返していき、大家から指定された枚数のコインを規定回数以内に稼ぐことを目指す。目標枚数に達して家賃を支払うと、大家から前回よりも高い家賃を請求され、ゲームが継続する。
スロットを回して表示されたシンボルの種類に応じてコインを獲得できるが、シンボルごとに設定されている固有の特殊効果を活用するとより多くのコインを獲得できる。例えば、「農夫」のシンボルは隣にフルーツ類や「チーズ」「タマゴ」「花」などのシンボルが接するとボーナスが発生し、この並びが複数個ある場合はボーナス効果が重複して得られる。
家賃を払った直後にはランダムに選ばれた3つのアイテムが提示され、そのうちの1つを入手できる（入手しない選択も可能）。アイテムは特定の条件下で自動的に効果を発揮する。

## 開発
TrampolineTalesはDan DiIorioによる個人スタジオで、本作は初の商用作品となる。影響を受けた作品として、DiIorioは、MegaCritが開発したデッキ構築型ローグライクゲームの『Slay the Spire』やかつてのMicrosoft Windows 98向けのフリーウェアゲームを挙げている。また、開発当時のDiIorioは資本主義に批判的な政治的立場に傾倒し始めており、本作のテーマとして「スロットマシンで家賃を稼ぎ、資本主義を倒す」と標榜している。
強欲な大家が絶えず金を請求するという要素は、DiIorioが2020年にパートナーとともに初めてのアパートに引っ越した際に、失業手当を受け取りながら貯金を切り崩して家賃を支払っていたという状況から生まれた。当初はプレイヤーが一定額の金を獲得するとゲーム終了という設定だったが、その後ゲームシステムを模索する中で、プレイヤーからどんどん金を奪っていくひどい大家の設定に変化し、自身の政治的立場とも合致すると感じた。
本作の早期アクセス版は2021年1月8日に配信開始されたが、同年2月14日、予定されていたアップデートを延期することが発表された。これは、DiIorioが常用している注意欠如多動症（ADHD）の治療薬が医療保険の担当者側の問題により一時的に入手できなくなったことによるもので、DiIorioは「この薬がないと、コードを1行書くことも、ゲームの新しいコンテンツを企画することもほぼ不可能」と説明している。その後、2月18日付のDiIorioのXアカウントで、薬が手に入り仕事を再開することが報告された。

## 反響
早期アクセス版の配信後、多くの登録者を抱える動画配信者たちにより、本作のプレイ動画が定期的に配信されるようになった。DiIorioはこの状況について、ランダム生成されるローグライクゲーム的なリプレイ性と動画配信者の活動との相性の良さを理由に挙げている。
シンボルの一つである「大富豪」のデザインは、Metaの創業者のマーク・ザッカーバーグに似ていると指摘されている。本作はマークの妹であるドナ・ザッカーバーグの目に留まり、ドナのXアカウントではDiIorioへのメッセージとして「あなたのゲームが大好きです！でも、『大富豪』の顔がちょっと見覚えがあるような気がしてなりません…」と投稿している。これに対してDiIorioは、「大富豪」がマークであることは明言していないものの、自身のXアカウントでドナの投稿を引用したうえで「大富豪が全員魂のない抜け殻のように見えるのは私のせいではないと思う」と皮肉を述べている。

## 一部地域における配信停止とレーティング変更
本作のiOS版とAndroid版は2023年7月21日に発売されたが、同年8月16日、Android版が販売されているGoogle PlayからDan DiIorioのもとにメールが届き、以下の13か国（アラブ首長国連邦、アルジェリア、イラン、ヨルダン、韓国、リビア、オマーン、パレスチナ、カタール、サウジアラビア、シリア、チュニジア、イエメン）でソフトが地理的にブロックされた（国内で販売停止になった）との通告を受けた。その理由についてGoogleは、「ギャンブルに関するポリシーに準拠していないコンテンツが含まれている」、および「ギャンブルをシミュレートするアプリ、またはギャンブルにつながるような運やスキルを必要とするゲームは、上記の地域では禁止されている」と説明している。これに対してDiIorioは、同じくスロットマシンの要素があるHalfbrick Studiosの『Jetpack Joyride』やサイコロ運をテーマとしたテリー・カバナーの『Dicey Dungeons』はブロックされていないのに不公平だとしてGoogleに主張を伝えたが、Googleは応じなかった。
この事態を受け、DiIorioは、前述の13か国の中で収益の多くを占める韓国での規制解除を最優先事項とし、韓国のレーティング機関のゲーム物管理委員会（GRAC）に評価を申請、その結果レーティングを「12歳以上」として2024年1月に韓国のGoogle Playで配信が再開された。ところが、同年5月にGRACからメールが届き、レーティングが「19歳以上」に再評価されたことが報告された。DiIorioはこれに異議申し立てを行ったが認められず、直後にiOS版を販売する韓国のApp Storeで配信が停止された。この後、App Storeを運営するAppleのサポート担当者とDiIorioが話し合ったところ、世界の全ての地域で適用されるグローバルレーティングを「17歳以上」とすれば韓国のApp Storeの規制が解除されると伝えられ、DiIorioはこの規定に不満を抱きつつもやむなく受け入れて韓国のApp Storeでの配信が再開された。
ヨーロッパの国々を対象にレーティング審査を行っている汎欧州ゲーム情報（PEGI）は2025年2月24日、ギャンブル要素を根拠に「18歳以上」としていた本作のレーティングを「12歳以上」に引き下げることを発表した。この対応は、Nintendo Switchパッケージ版の発売元であるFangamerの異議申し立てに応じる形で行われた。変更の理由についてPEGIは「実際のギャンブルに経験が応用できない」と説明している。